# Paschtaschutta
paschtaschutta (dialektal für Pasta asciutta) ist das fünfte Studioalbum der Südtiroler Folk-Band Titlá und nach dem Projekt Titlá & do Goiapui ihr viertes Soloalbum. Es erschien 2013, drei Jahre nach Veröffentlichung des letzten Albums, bei ELCH music.

## Hintergrund
Das Album wurde Ende Juli 2013 aufgenommen und erschien am 25. November des Jahres. Im Gegensatz zu den Vorgängeralben sind keinerlei Eigenkompositionen enthalten, während die traditionellen Lieder und Musikstücke nicht mehr nur aus dem Tiroler Raum, Kärnten oder Bayern, sondern auch aus Norditalien stammen. Erstmals sind italienische und auch ladinische Lieder zu hören, weshalb auch das Booklet vollständig zweisprachig (im Südtiroler Dialekt und in Italienisch) gehalten ist. Diesen neuen Kultureinfluss zeigt auch der Titel paschtaschutta (dialektale Aussprache von Pasta asciutta), auf dem Cover sind passend dazu Spaghetti abgebildet.
Wie die Vorgängeralben entstand paschtaschutta mit Unterstützung der Südtiroler Landesregierung.

## Inhalte und Besonderheiten
Bei den 15 Titeln des Albums handelt es sich mit nur zwei Ausnahmen um traditionelle Stücke und Lieder.

### Lieder
Das Lied Fratelli (italienisch für „Brüder“) stammt von der mit Titlá befreundeten französischen Gruppe Bratsch und wurde von deren Akkordeonisten François Castiello geschrieben. Liab i di, kriag i di („Liebe ich dich, kriege ich dich“) wurde von Kurt Muthspiel geschrieben.
Das Liebeslied Loss mi ba dir sein („Lass mich bei dir sein“) stammt aus dem Unterinntal. Bei Preparém di un letto caldo (dialektal für Preparatemi un letto caldo, „Macht mir ein Bett schön warm“) handelt es sich um ein erotisches Lied aus der Val Seriana in der Provinz Bergamo. Die Herkunft des Liebeslieds Bleib mo grot amol („Bleib mir bloß einen Moment“) ist nicht genau geklärt; Titlá beziehen sich auf eine Aufnahme aus Osttirol.
O bela mia roda („Oh mein schönes Spinnrad“) ist das einzige ladinische Lied des Albums. Es handelt sich um ein „Spinnlied“ aus dem Gadertal. Ein weiteres Spinnlied ist Spinnradl („Spinnrad“); es thematisiert die Einrichtung der Spinnhäuser, die früher Armen gegen ein kleines Verdienst Arbeit boten. Dieses Lied ist in ganz Tirol verbreitet.

### Instrumentale Stücke
Eine Monfrina ist ein Tanz im schnellen 6/8-Takt. Davon sind mehrere auf dem Album enthalten: Die Monfrina dei Ceresa stammt aus dem Repertoire der Wirtsfamilie Ceresa aus Cerentino (Tessin); Titlá kombinieren sie mit dem irischen Pubstück Sackow’s Jig. Auch in Tirol gab es 6/8-Tänze, die man Monfrin oder Movrin nannte, die aber später in Schützenmärsche umbenannt wurden; das Album enthält den Schwögl-Marsch aus Hall in Tirol (um 1850), kombiniert mit der Courenta dei Butei aus dem Piemont. Aus einem handgeschriebenen Notenheft von Giuseppe Perani und Andreino Cattaneo aus Casnigo (Provinz Bergamo) stammt die schnelle Monfrina Nr. 44. Die Monfrina di Val Caffaro schließlich stammt aus dem Repertoire des Orchestrina Carnevale aus Ponte Caffaro (Provinz Brescia).
Das Stück Scottisc di Leffe stammt aus dem Repertoire des Glockenspielers Bernardo Pezzoli in Leffe (Provinz Bergamo). Scottisc del Monge geht auf den Müller von Bidogno, genannt „Monge“, aus der Valle Capriasca (Tessin) zurück; Titlá kombinieren das Stück mit der Lavandina aus Zorzone (Provinz Bergamo). Die Burgo Polka ist ein bekanntes Stück aus dem Schlerngebiet, auf dem Album kombiniert mit dem Polstertanz aus Tarvis im Kanaltal. Die Polca di Ernesto ist ein Schalmei-Stück aus dem italienischen Voralpenraum der Quattro Province (Alessandria, Genua, Pavia, Piacenza), wobei Titlá den populären Schlager Papaveri e papere von Nilla Pizzi (sowohl in der Original-, als auch in der deutschen Fassung Die süßesten Früchte fressen nur die großen Tiere) eingebaut haben.

## Titelliste
| Nr.          | Titel                               | Text und Musik     | Länge |
| ------------ | ----------------------------------- | ------------------ | ----- |
| 1.           | Monfrina dei Ceresa + Sackow’s Jig  | Traditional        | 2:01  |
| 2.           | Fratelli                            | Francois Castiello | 3:02  |
| 3.           | Courenta dei Butei + Schwögl Marsch | Traditional        | 2:44  |
| 4.           | Scottisc di Leffe                   | Traditional        | 2:03  |
| 5.           | Loss mi ba dir sein                 | Traditional        | 3:40  |
| 6.           | Preparém di un letto caldo          | Traditional        | 3:43  |
| 7.           | Liab i di, kriag i di               | Kurt Muthspiel     | 2:58  |
| 8.           | Burgo Polka + Polstertanz           | Traditional        | 2:02  |
| 9.           | Scottisc del Monge + La Lavandina   | Traditional        | 2:52  |
| 10.          | Spinnradl                           | Traditional        | 3:05  |
| 11.          | Nr. 44                              | Traditional        | 2:19  |
| 12.          | O bela mia roda                     | Traditional        | 3:03  |
| 13.          | Bleib mo grod amol                  | Traditional        | 2:42  |
| 14.          | Monfrina di Val Caffaro             | Traditional        | 2:36  |
| 15.          | Polca di Ernesto                    | Traditional        | 2:39  |
| Gesamtlänge: | Gesamtlänge:                        | Gesamtlänge:       | 41:17 |

## Rezeption
Das Album erhielt wie die Vorgängeralben gute Kritiken.
Georg Mair schrieb im Wochenmagazin ff, die CD sei „eine musikalische Forschungsreise“, „sehr multi“, „traditionsbewusst und lebendig“ und geprägt „von den Kontaminationen, von einer Suche, die sich nicht einengen lässt auf starre Traditionen oder Provinzgrenzen“. Sie tauge auch „zum Tanzen“ und „zum mehrmaligen Hören“. Die 15 Titel seien „Preziosen, die vielfach in Archiven schlummerten“ und „glänzen, als wären sie neu.“